# Глобинський маслосирзавод
ТОВ «Глобинський маслосирзавод» — популярний український виробник молочної продукції.

## Історія
«Глобинський маслозавод» – потужний виробник молочної продукції, лауреат і переможець численних конкурсів, активний учасник всеукраїнських виставок, надійний партнер і багаторазовий спонсор культурних заходів – об’єднує найкращі традиції лідерства з новітніми поглядами на ефективне виробництво.
Історія маслосирзаводу, яка починається з 1929 року, налічує цілу низку організаційно-технічних заходів, спрямованих на модернізацію виробництва. Сьогодні велика площа цехів і налагоджена схема роботи дозволяють нашому заводу переробляти понад 150 тонн молока на добу, працюючи в таких напрямках:
- виробництво масла;
- виробництво сиру;
- виробництво казеїну.

## Виробництво та обладнання
Співпраця з найкращими іноземними та вітчизняними постачальниками ліній з переробки сировини і виробництва готової продукції дозволяє забезпечити бездоганну якість готової продукції, яка відрізняється не тільки смаковими характеристиками, але і корисними властивостями.
Виробництво молочної продукції розташоване в цехах загальною площею 3021,5 кв. м, в тому числі площа виробничих цехів – 1156,6 кв. м, адміністративних приміщень – 473 кв. м.
У травні 2006 року «Глобинський маслозавод» розпочав випуск твердих сирів, для чого було побудовано нове сучасне приміщення під сирний цех і його лабораторії, закуплено прогресивне німецьке обладнання.
На сьогоднішній день триває вдосконалення технологічних процесів, проводиться закупівля нового обладнання, впроваджується програма з підбору молодих фахівців. Підприємство активно співпрацює з такими виробниками обладнання, як ProTec, Alfa Laval, Evapco, Cryovac, Союзмаш та інші.

## Сировина
Потреби м’ясокомбінату і маслосирзаводу в якісній сировині задовольняє власне підприємство ТОВ «Глобинський м’ясомолочний комплекс». Це дозволяє на 100% гарантувати своєчасність поставок, якість, натуральність і прекрасні смакові властивості продукції ТМ «Глобино».

## Продукція
Продукція маслозаводу «Глобино» відрізняється широким асортиментом і високою якістю, відповідним всім державним стандартам і нормам. Натуральність сировини і високі вимоги до виробництва дозволяють випускати молочні продукти, які цінують і люблять наші покупці.

## Відзнаки та нагороди
«Глобинський маслозавод» є переможцем обласного етапу Всеукраїнського конкурсу якості продукції «100 найкращих товарів України», а також фіналістом у номінації «Продовольчі товари. Сир твердий російський великий 50% жирності» цього ж конкурсу.